# De Naald (Apeldoorn)
De Naald (pol. igła) – pomnik w kształcie obelisku w Apeldoorn, w Holandii, przy ulicy Zwolseweg, niedaleko pałacu Het Loo. Został odsłonięty 9 marca 1901. Wysokość pomnika wynosi 17 m. Wykonawcą tablic z brązu na monumencie był holenderski rzeźbiarz, Pieter Puype.

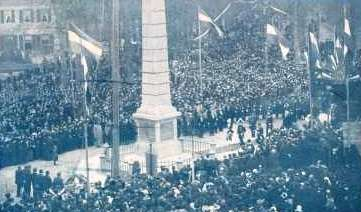
Inauguracja pomnika 9 marca 1901

Stworzenie pomnika było pomysłem ówczesnego burmistrza Apeldoorn, H.P.J. Tuteina Noltheniusa. Pierwotnie miał to być dar ślubny od mieszkańców dla królowej Wilhelminy i księcia Henryka, jednak formalnie został zadedykowany rodzicom Wilhelminy, królowej Emmie i jej drugiemu mężowi, Wilhelmowi III. Pomnik stanął w miejscu wybranym przez królową Wihelminę, na granicy majątku królewskiego i gminy Apeldoorn.
Podczas obchodów Dnia Królowej w 2009 miał miejsce tragiczny incydent, w trakcie którego kierowca samochodu wjechał w tłum ludzi obserwujących przejazd królowej ulicami Apeldoorn, a następnie uderzył w De Naald.